# Los Llanos de Aridane
Los Llanos de Aridane è un comune spagnolo di più di 20 000 abitanti situato nella comunità autonoma delle Canarie. Si trova nell'isola di San Miguel de La Palma, di cui è il secondo centro più importante dopo la capitale Santa Cruz de la Palma.